# Charles Reep

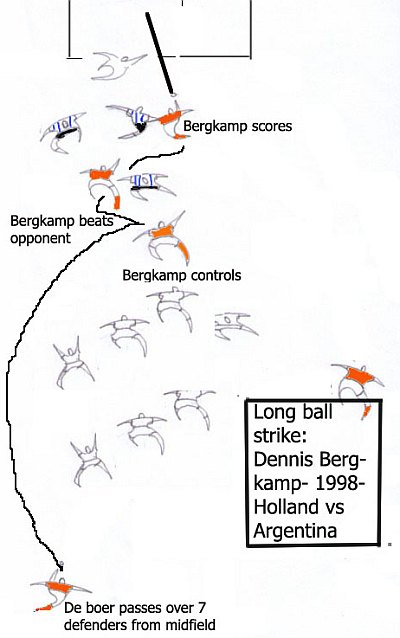
Charles Reep é conhecido como o pai do estilo "long ball", pelo qual o futebol inglês ficou conhecido durante anos. A figura traz um exemplo de um gol marcado na Copa de 1998 com esse estilo.

Thorold Charles Reep (Cornwall, 22 de Setembro de 1904 – 3 de Fevereiro de 2002) foi um contador da Força Aérea Britânica que se notabilizou por trazer a estatística para o futebol.
Reep foi o pioneiro em analisar o futebol do ponto de vista da estatística. Ele anotava tudo: números de toques na bola, chutes a gol, posicionamento em campo. Mais tarde, em casa, analisava e organizava os dados. Entre 1930 e 1960, Reep computou e analisou mais de 2.200 jogos. Foi ele quem cunhou o termo "marcação sob pressão", ao observar que 30% das finalizações em gol vinham de bolas roubadas no terço mais avançado do campo. Ele descobriu, também, que, em média, um time marca um tento a cada nove chutes a gol.
Ele é creditado como sendo o criador do estilo de jogo conhecido como Long Ball (chutão pra frente, chuveirinho e gol de cabeça), pelo qual o futebol britânico era conhecido até os anos 90 . Até hoje as seleções de países que foram colonizados pelos Ingleses (Austrália, por exemplo), são adeptas deste estilo de jogo.

## Long Ball
A filosofia de Charles Reep foi exposta pela primeira vez ao mundo no seu trabalho "Talento e Oportunidade no Futebol", de 1968.
Em seus estudos, Reep concluiu que à medida que uma equipe ia trocando passes entre seus jogadores, aumentava a porcentagem de erro, e, portanto, a porcentagem de perder a bola para a equipe rival e tomar o contra-ataque. Os seus números indicavam que 92% das jogadas acabavam com o quarto passe. A partir desses números, Reep criou a teoria de que para se chegar ao gol adversário cada equipe não deve superar uma sequência de mais de 3 passes.
As teorias de Reep entendiam o futebol da seguinte maneira: passes longos sistemáticos, a partir da zona defensiva, para as corridas de extremos muito rápidos, de preferência sem passagem pelo meio-campo, já que os meio-campistas deviam funcionar essencialmente como recuperadores.
Em 1980, Graham Taylor, um jovem e promissor treinador, resolveu por a prova as teorias de Reep. Foi com este estilo de jogo que o Watford, treinado por Graham Taylor, tornou-se sensação no futebol inglês naquela década. Mais recentemente, o Leicester, campeão inglês em 2016, fez sucesso bebendo um pouco da fonte das teorias de Reep.
Em 2013, foi lançado o livro "Os Números do Jogo - Por que tudo o que você sabe sobre futebol está errado", de David Sally e Chris Anderson, que conta em detalhes as teorias de Reep.